# BBou
 (juillet 2025).
BBou, également Boarischa Bou, bbou ou Bbou (né Michael Honig le 1er décembre 1986), est un musicien bavarois, rappeur, producteur de musique et auteur-compositeur allemand, dont les paroles sont écrites en dialecte du Haut-Palatinat. 

## Histoire
BBou est actif depuis 2004 et, après des premiers essais en allemand standard, il a décidé de rapper en dialecte du Haut-Palatinat. Ce travail lui a valu le Prix du dialecte bavarois en 2018 et le Prix de littérature Beratzhausen en 2024.
BBou uni tradition bavaroise et musique contemporaine. Il collabore fréquemment avec ses collègues dialectaux Kiste, Liquid & Maniac, Monaco F, Dicht &amp; Ergreifend, Gram Grämsn, le Bavarian Squad, Pam Pam Ida, l'adversaire de tous les auteurs-compositeurs, Claudia Koreck et Hannes Ringlstetter.
Depuis 2016, BBou publie sa musique sur le label munichois Out Here Records . En 2023, il part en tournée en Allemagne avec « Grod Schey Is ».   

## Style musical
BBou est issu du rap/hip-hop dialectal . Il puise souvent l'inspiration pour ses morceaux dans son environnement et ses expériences personnelles.

## Discographie

### Albums studio
- 2011 : Guad & Chic
- 2012 : Folk Music 2.0 (EP)
- 2013 : Jeunesse Bavaroise Dévastée – BBou & Liquid
- 2014 : Il n'y a rien de mieux que ce qui est bon, Out Here Records
- 2017 : Idylle, Out Here Records
- 2023 : Grod schey est , Out Here Records

### Mixtapes
- 2008 : Bou (mixtape)
- 2009 : Rap avec Soul (Mixtape)
- 2009 : Auf dey Xicht (Mixtape)

### Singles
- 2010 : La Jeunesse Bavaroise
- 2012 : Kanona
- 2012 : émeutes
- 2013 Da Schorsch & Da Beda / BBou & Liquide
- 2013 : Heastas / BBou & Liquid
- 2013 : Le meilleur Bou
- 2014 : Amusez-vous et rassemblez-vous
- 2014 : Boartad / BBou & Lux
- 2015 : Aboumoudou
- 2015 : Il n'y a rien de mieux que ce qui est bon
- 2016 : Wix
- 2016 : Oxnsepp
- 2016 : Aromathérapie / BBou & Maniac
- 2016 : Un Hos a Katz
- 2016 : Wey a Minsi
- 2023 : Un Bavarois boit une bière – Remix de Harrison Fiat (sortie en ligne)
- 2024 : Oans (sortie en ligne)
- 2024 : 420 Mario Ahner (sortie en ligne)
- 2024 : Oxnsepp Remix (sortie en ligne)
- 2024 : à toi ou à moi (sortie en ligne)
- 2024 : Kanona – Harrison Fiat Remix (sortie en ligne)
- 2025 : Beys
- 2025 : Dans mon village

## Récompenses
- 2018 : Lauréat du Prix du dialecte bavarois 2018
- 2024 : Prix de littérature dans le cadre des Journées littéraires du Jura du Haut-Palatinat/marché Beratzhausen

## Coopérations
- 2013 Liquid / Album : Jeunesse bavaroise perdue – BBou & Liquid
- Hannes Ringlstetter 2018 : N'ayez crainte ! Artistes en vedette : Monaco F, BBou, Roger Rekless, Dicht &amp; Ergreifend, Christian Tramitz, Liquid, Maniac, Dj Rufflow,
- Artistes en vedette de l'équipe bavaroise 2019 : Monaco F, BBou, Gräm Grämsn, Roger Rekless, Liquid, Maniac, Dj Rufflow, DJ Sticky, DJ AlRock, DJ Spliff
- 2019 Pam Pam Ida / Album : Clean / Titre : Down to the Bone
- 2020 Pam Pam Ida / Album : Gratuit / Titre : Ma wed seng
- 2020 Claudia Koreck / BR Sternstundenchanson. Produit pour Bayerischer Rundfunk (Sternstunden 2020) Avec Ami Warning, Barny Murphy, BBou, Claudia Koreck, Django 3000, Ganes, Gudrun Mittermeier, Haindling, Hans-Jürgen Buchner, Hannes Ringlstetter, Karin Rabhansl, Martin Schmitt, Pam Pam Ida, Roger Rekless, San2, Sebastian Horn, Stefan Dettl
- 2023 Dense &amp; Poignant / Album : Let it be dense / Titre : Punchline Labor Habermayer
- 2023 Monaco F (un Bavarois boit une bière), boîte (cure Kneipp)
- 2024 un Bayer boit un remix de bière : Harrison Fiat alias LefDutti (Dicht & greifend) et Monaco F
- Remix Kanona 2024 : Harrison Fiat alias LefDutti (Dense et émouvant)